# دهستان سعیدآباد (ساوجبلاغ)
دهستان سعیدآباد دهستانی در بخش مرکزی شهرستان ساوجبلاغ، استان البرز در ایران است. براساس سرشماری مرکز آمار ایران در سال ۱۳۸۵، جمعیت آن ۳۱۵۷۶ نفر (۷۹۴۶ خانوار) بوده‌است.